# Rypatula gracilis
Rypatula gracilis är en tvåvingeart som först beskrevs av Frederick Askew Skuse 1890.  Rypatula gracilis ingår i släktet Rypatula och familjen platthornsmyggor. Inga underarter finns listade i Catalogue of Life.